# Puendeluna
Puendeluna ist ein Ort und eine Gemeinde in der Provinz Saragossa in der Autonomen Region Aragón in Spanien. 2024 hatte die Gemeinde 42 Einwohner. 

## Lage
Puendeluna liegt etwa 65 Kilometer nordnordöstlich im Pyrenäenvorland im Getreideanbaugebiet der Comarca Cinco Villas in einer Höhe von 430 m am Río Gállego, der die östliche Grenze der Gemeinde bildet.

## Bevölkerungsentwicklung
Demographische Daten für Puendeluna von 1900 bis 2021:
| 1900 | 1910 | 1920 | 1930 | 1940 | 1950 | 1960 | 1970 | 1981 | 1991 | 2001 | 2011 | 2021 |
| ---- | ---- | ---- | ---- | ---- | ---- | ---- | ---- | ---- | ---- | ---- | ---- | ---- |
| 228  | 264  | 273  | 307  | 331  | 267  | 227  | 118  | 60   | 65   | 58   | 62   | 49   |

## Sehenswürdigkeiten
- Reste einer römischen Brücke über den Gállego
- römischer Meilenstein
- Nikolauskirche (Iglesia de San Nicolas) aus dem 17. Jahrhundert
- Rathaus

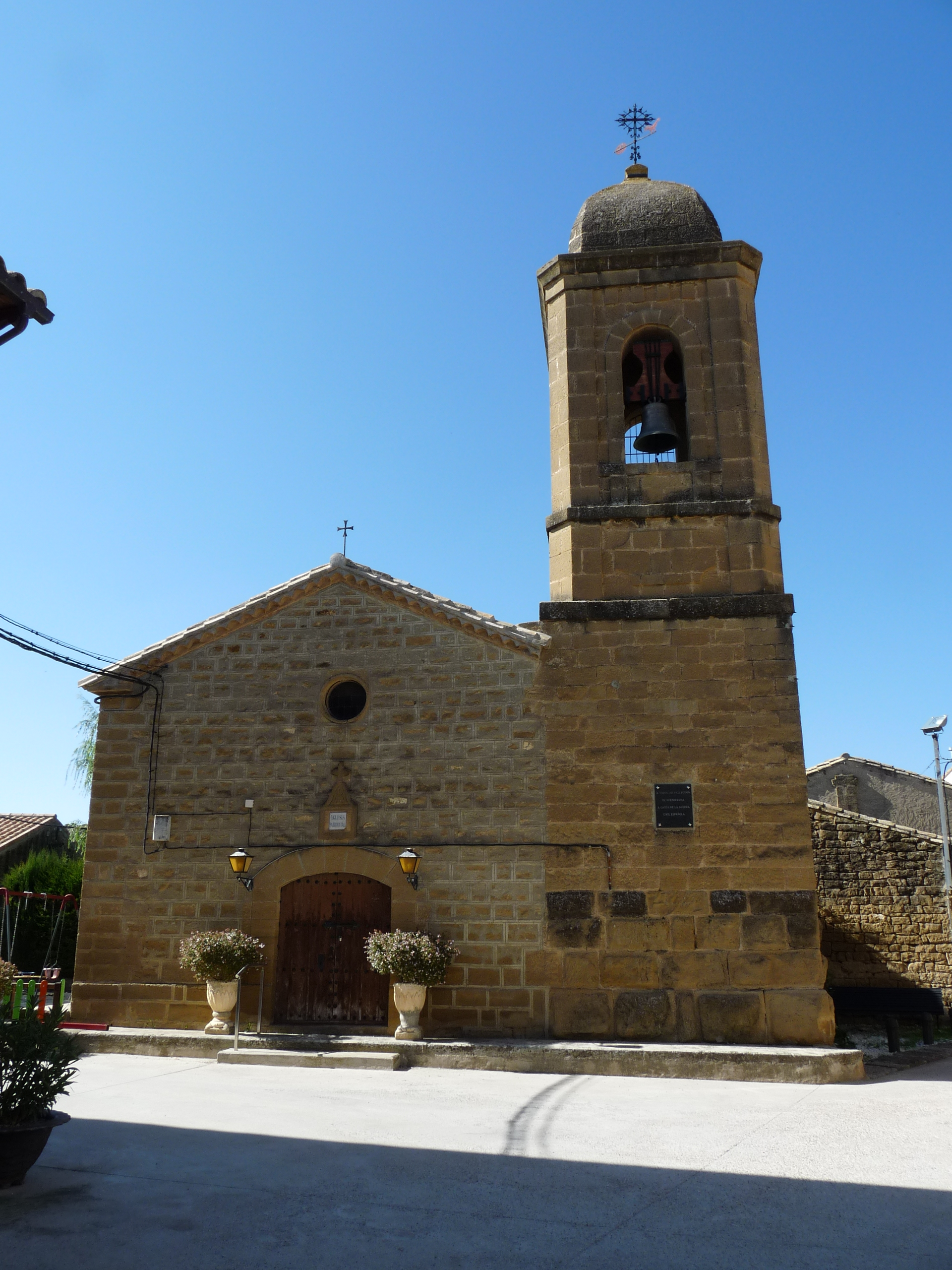
Nikolauskirche
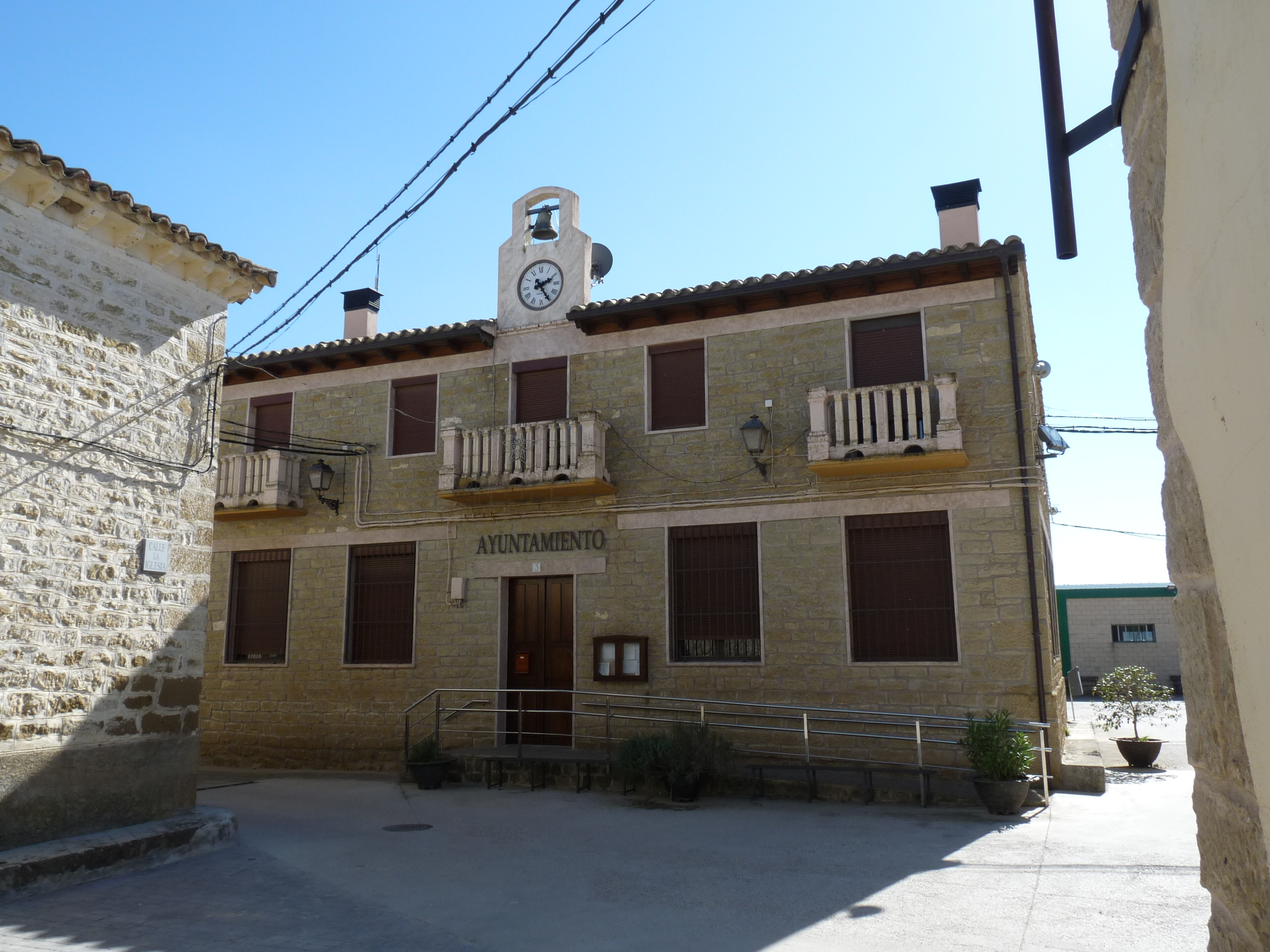
Rathaus